# حي الشرطة (بغداد)
يقع حي الشرطة جنوب غربي بغداد في جانب الكرخ منها وهي منطقة تجارية مهمة بالمنطقة فيها سوق للخضار كبير وآخر للحوم وأسواق تجارية عامة للملابس والهواتف النقالة، وفيها مدارس ابتدائية وأخرى ثانوية عامة ولكلا الجنسين، ولقد كانت منطقة هادئة وحتى وقت متأخر من أحداث العنف  حتى تفجير قبة الامامين العسكريين حيث سيطر عليها مجموعات من مليشيا جيش المهدي مما اضطر الكثير من أهالي المنطقة من الديانات والطوائف الأخرى للرحيل عنها إلا أن استقرار الوضع الأمني أعادها إلى سابق عهدها، ومن أهم معالمها مطعم كباب أبو علي الشهير وشارع البالات (الذي لاتباع فيه البالات حاليا) وسوق الخضار.